# Renata Nielsen
Renata Nielsen (geb. Pytelewska; * 18. Mai 1966 in Otwock) ist eine ehemalige dänische Leichtathletin polnischer Herkunft, die vor allem im Weitsprung erfolgreich war.
Sie wurde 1990 sowohl Polnische als auch Dänische Meisterin im Weitsprung. Nachdem sie die dänische Staatsbürgerschaft angenommen hatte, wurde sie noch neunmal Dänische Meisterin, achtmal im Weitsprung (1992–1998, 2000) und einmal im Dreisprung (2000).
Bei den Olympischen Spielen 1992 in Barcelona belegte sie im Weitsprung den elften Platz. Ihren größten internationalen Erfolg erzielte Nielsen bei den Leichtathletik-Weltmeisterschaften 1993 in Stuttgart. Dort gewann sie mit einer Weite von 6,76 m die Bronzemedaille im Weitsprung hinter Heike Drechsler (7,11 m) und Laryssa Bereschna (6,98 m). Nielsen startete in Stuttgart auch im Dreisprung, schied jedoch in der Qualifikation aus. Bei den Leichtathletik-Europameisterschaften 1994 in Helsinki verpasste sie als Vierte eine Medaille im Weitsprung knapp. Dagegen gewann sie mit 6,76 m den Titel im Weitsprung bei den Leichtathletik-Halleneuropameisterschaften 1996 in Stockholm.
Renata Nielsen ist 1,76 m groß und wog zu Wettkampfzeiten 63 kg. Sie startete für Aarhus Idrætsforening af 1900.

## Bestleistungen
- Weitsprung: 6,96 m, 5. Mai 1994, Sevilla
  - Halle: 6,77 m, 12. März 1995, Barcelona
- Dreisprung: 13,71 m, 12. Juni 1993, Kopenhagen